# Saint-André-sur-Orne
Saint-André-sur-Orne és un municipi francès situat al departament de Calvados i a la regió de Normandia. L'any 2007 tenia 1.892 habitants.

## Demografia

### Població
El 2007 la població de fet de Saint-André-sur-Orne era de 1.892 persones. Hi havia 636 famílies de les quals 116 eren unipersonals (40 homes vivint sols i 76 dones vivint soles), 152 parelles sense fills, 304 parelles amb fills i 64 famílies monoparentals amb fills.
La població ha evolucionat segons el següent gràfic:
Habitants censats

### Habitatges
El 2007 hi havia 668 habitatges, 649 eren l'habitatge principal de la família, 1 era una segona residència i 18 estaven desocupats. 655 eren cases i 10 eren apartaments. Dels 649 habitatges principals, 421 estaven ocupats pels seus propietaris, 221 estaven llogats i ocupats pels llogaters i 7 estaven cedits a títol gratuït; 7 tenien una cambra, 22 en tenien dues, 89 en tenien tres, 190 en tenien quatre i 341 en tenien cinc o més. 508 habitatges disposaven pel capbaix d'una plaça de pàrquing. A 239 habitatges hi havia un automòbil i a 361 n'hi havia dos o més.

### Piràmide de població
La piràmide de població per edats i sexe el 2009 era:
| Homes | Edats   | Dones |
| ----- | ------- | ----- |
| 0     | 95 o +  | 0     |
| 0     | 90 a 94 | 4     |
| 4     | 85 a 89 | 16    |
| 12    | 80 a 84 | 8     |
| 12    | 75 a 79 | 24    |
| 8     | 70 a 74 | 20    |
| 20    | 65 a 69 | 36    |
| 56    | 60 a 64 | 52    |
| 24    | 55 a 59 | 56    |
| 56    | 50 a 54 | 36    |
| 52    | 45 a 49 | 68    |
| 80    | 40 a 44 | 56    |
| 80    | 35 a 39 | 76    |
| 28    | 30 a 34 | 60    |
| 64    | 25 a 29 | 44    |
| 40    | 20 a 24 | 52    |
| 68    | 15 a 19 | 64    |
| 40    | 10 a 14 | 80    |
| 80    | 5 a 9   | 56    |
| 48    | 0 a 4   | 36    |

## Economia
El 2007 la població en edat de treballar era de 1.235 persones, 908 eren actives i 327 eren inactives. De les 908 persones actives 857 estaven ocupades (450 homes i 407 dones) i 51 estaven aturades (19 homes i 32 dones). De les 327 persones inactives 100 estaven jubilades, 131 estaven estudiant i 96 estaven classificades com a «altres inactius».

### Ingressos
El 2009 a Saint-André-sur-Orne hi havia 683 unitats fiscals que integraven 1.888,5 persones, la mediana anual d'ingressos fiscals per persona era de 17.783 €.

### Activitats econòmiques
Dels 64 establiments que hi havia el 2007, 2 eren d'empreses extractives, 2 d'empreses de fabricació de material elèctric, 2 d'empreses de fabricació d'altres productes industrials, 17 d'empreses de construcció, 13 d'empreses de comerç i reparació d'automòbils, 2 d'empreses de transport, 2 d'empreses d'hostatgeria i restauració, 2 d'empreses financeres, 3 d'empreses immobiliàries, 10 d'empreses de serveis, 2 d'entitats de l'administració pública i 7 d'empreses classificades com a «altres activitats de serveis».
Dels 24 establiments de servei als particulars que hi havia el 2009, 1 era una oficina de correu, 1 una oficina bancària, 1 taller de reparació d'automòbils i de material agrícola, 1 taller d'inspecció tècnica de vehicles, 1 autoescola, 2 paletes, 1 fusteria, 3 lampisteries, 3 electricistes, 1 empresa de construcció, 3 perruqueries, 1 veterinari, 1 restaurant, 2 agències immobiliàries i 2 salons de bellesa.
L'any 2000 a Saint-André-sur-Orne hi havia 5 explotacions agrícoles.

## Equipaments sanitaris i escolars
El 2009 hi havia 1 escola maternal i 1 escola elemental.

## Poblacions més properes
El següent diagrama mostra les poblacions més properes.